# A Linha Geral
A Linha Geral é um filme de drama soviético de 1929 dirigido por Grigoriy Aleksandrov e Serguei Eisenstein.
Com técnicas arcaicas e manuais, os camponeses pobres – ampla maioria da população soviética nos anos 1920 – mal conseguiam sobreviver. Eram explorados pelos “kulaks”, a elite do campesinato.
Cansada de passar necessidade, a camponesa Marfa Lapkina decide reforçar o movimento pela coletivização da agricultura e organiza um “kolkhoz” (cooperativa) com seus vizinhos.
De início, a adesão é pequena, mas em meio a uma intensa luta ideológica entre velhas e novas concepções, as vantagens da produção coletiva vão se afirmando.

## Elenco
- Marfa Lapkina como Marfa
- M. Ivanin
- Konstantin Vasilyev
- Vasili Buzenkov
- Nejnikov como Miroshkin
- Chukamaryev
- Ivan Yudin
- E. Suhareva
- G. Matvei